# Imelda Lambertini
Imelda Lambertini, född 1322 i Bologna, Italien, död 12 maj 1333 i Bologna, var en ung jungfru och dominikannovis. Hon vördas som salig i Romersk-katolska kyrkan, med minnesdag den 12 maj.
Imelda mottog sin första kommunion den 12 maj 1333 och avled omedelbart efteråt i en extas. Hon har fått sitt sista vilorum i kyrkan San Sigismondo i Bologna.